# Ангел для Сатаны
«Ангел для Сатаны» (итал. Un angelo per Satana) — итальянский фильм ужасов 1966 года режиссёра Камилло Мастрочинкве. Один из последних чёрно-белых итальянских готических фильмов ужасов.

## Сюжет
Граф Монтебруно, готовя свой роскошный особняк к приезду племянницы, обнаруживает старую статую. С приездом девушки начинают происходить весьма странные события, в том числе и смерти. Вскоре выясняется, что на психику юной племянницы графа неким образом влияет недавно найденная статуя. Оказывается, в статую много лет назад была превращена Харриет Монтебруно — один из предков графа Монтебруно.

## В ролях
- Барбара Стил — Харриет Монтебруно/Белинда
- Клаудио Гора — граф Монтебруно
- Урсула Дэвис — Рита
- Энтони Стеффен — Роберто Мериджи
- Марина Берти — Илла
- Альдо Берти — Дарио
- Марио Брега — Карло Лионеси

## Критика
Луис Поль в своей книге Italian Horror Film Directors отметил великолепную актёрскую игру Барбары Стил и атмосферность фильма, при этом уповая на затянутость диалогов.